# Spaak

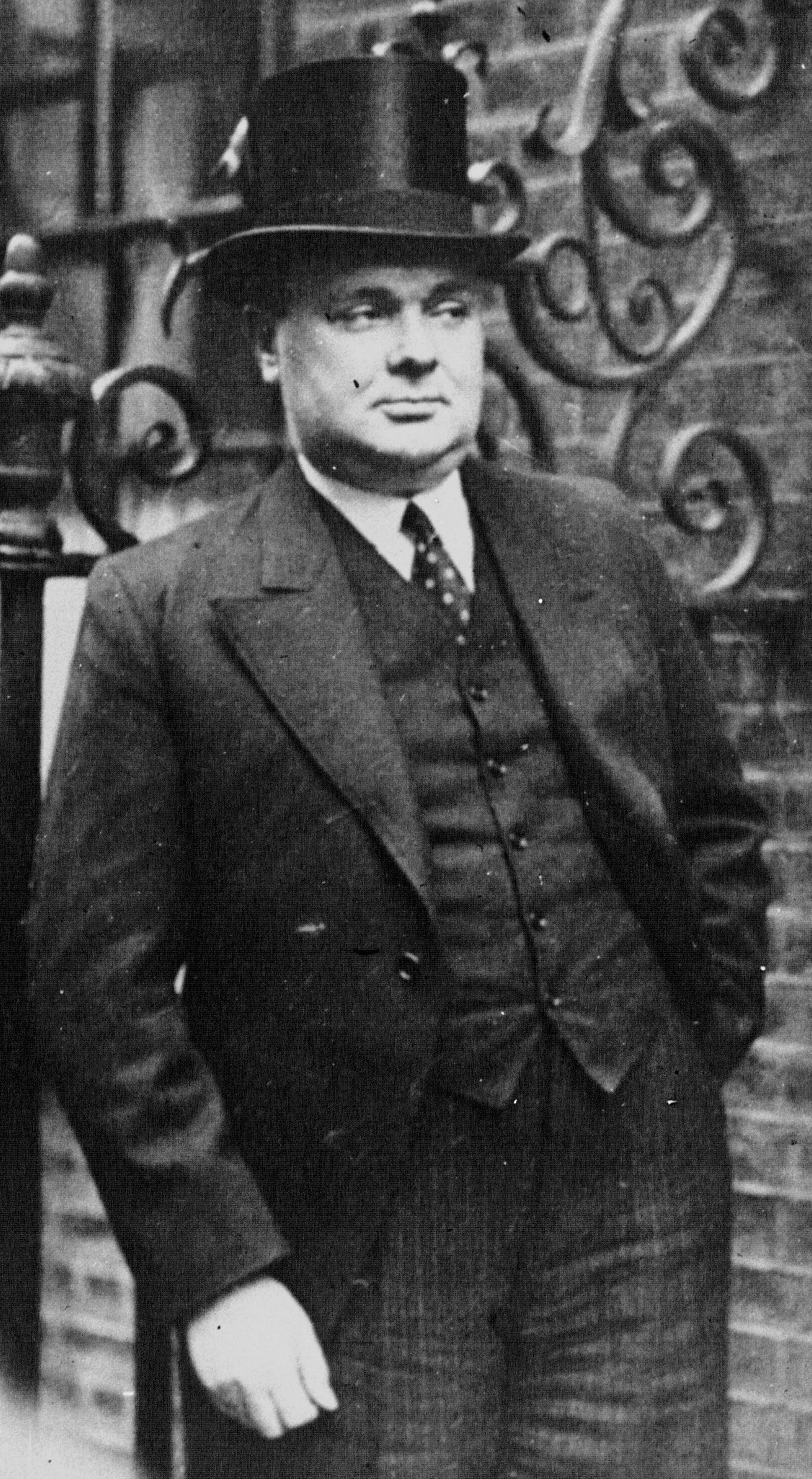
Paul-Henri Spaak (1899–1972), belgisk statsman och en av Europeiska unionens grundare (1937).

Spaak är en svensk släkt från Bohuslän med förgreningar i Belgien, Frankrike och Italien.
Elias Jonæ Spaak (1650–1728), inskriven vid Lunds universitet 1683 och sedermera postmästare och tullinspektör i Uddevalla, antog släktnamnet i enlighet med det på fädernegården. Bland hans ättlingar ingick den pietistiske reformatorn Peter Spaak (1696–1769) och Magnus Spaak (1699–1768), varav den senare emigrerade till Bryssel. Bland Magnus Spaaks ättlingar i Belgien ingick Jacques Joseph Spaak (1742–1825), målare.

## Medlemmar i urval

### Sverige
- Peter Spaak (1696–1769), pietistisk reformator
- Johannes Spaak (1798-1878), köpman
- George Spaak (1877–1966), ingenjör
- Ragnar Spaak (1907–1979), läkare

### Belgien
- Jacques Joseph Spaak (1742–1825), målare
- Louis Spaak (1804–1893), arkitekt
- Bob Spaak (1907–2011), sportjournalist
- Paul Spaak (1871–1936), jurist och manusförfattare
- Marie Spaak (född Janson, 1873–1960), politiker
  - Paul-Henri Spaak (1899–1972), politiker, statsman och en av Europeiska unionens grundare (1937)
    - Fernand Spaak (1923–1981), jurist och diplomat
      - Isabelle Spaak (född 1960), skribent

    - Antoinette Spaak (1928–2020), politiker

  - Charles Spaak (1903–1975), manusförfattare
  - Suzanne Spaak (1905–1944), veteran från Franska motståndsrörelsen i andra världskriget

### Frankrike
- Agnès Spaak (född 1944), skådespelerska och fotograf
- Catherine Spaak (1945-2022), skådespelerska och sångerska